# هيلج هاوغن
هيلج هاوغن (بالنرويجية البوكمول: Helge Haugen)‏ هو لاعب كرة قدم نرويجي، ولد في 15 فبراير 1982 في برغن في النرويج. شارك مع منتخب النرويج تحت 16 سنة لكرة القدم ومنتخب النرويج تحت 21 سنة لكرة القدم. أما مع النوادي، فقد لعب مع ترومسو إيدريتسلاغ ونادي بران ونادي سوغندال لكرة القدم.

## وصلات خارجية
- هيلج هاوغن على موقع اتحاد النرويج (النرويجية)
- هيلج هاوغن على موقع قاعدة بيانات كرة القدم.إي يو (الإنجليزية)
- هيلج هاوغن على موقع عالم كرة القدم.نت (الإنجليزية)